# Кивакские источники
Кивакские источники — термоминеральные источники на южном побережье Чукотского полуострова.
Расположены к югу от залива Ткачен, близ покинутого посёлка Кивак. Относятся к территории Провиденского района Чукотского автономного округа России.
Впервые Кивакские ключи были описаны в 1930-х годах экспедициями Главсевморпути.
Кивакские источники включены в состав Провиденского участка национального парка Берингия.
Дебит источников 10 л/с, вынос тепла 430 Ккал/с (1,8 МВт), базовая температура (глубинные температуры формирования гидротерм) 80—120 °C.
Химический состав вод (мг/л): рН 8,15; Na 875, K 19, Ca 721, Mg 2, Li 0,8.